# VRAM
VRAM (англ. Video Random Access Memory) — ОЗУ для видеоизображений.
Оперативная память для временного хранения изображения (буфер кадра), сформированного видеоадаптером и передаваемого на видеомонитор. Является двухпортовой памятью — может одновременно записывать данные для изменения изображения в то время, когда видеоадаптер непрерывно считывает содержимое для прорисовки его на экране.

## Аналогичные типы памяти
Технологии (VRAM, WRAM, MDRAM и SGRAM), используемые в видеоадаптерах, относятся к динамической оперативной памяти, работа которой имеет ряд особенностей. Во-первых, доступ к ней осуществляется достаточно крупными блоками. Во-вторых, она должна быстро перезаписывать большие объёмы данных без прерывания процедуры считывания, так как образ картинки, формируемой на экране монитора, постоянно считывается из этой памяти с частотой кадровой развертки монитора, и одновременно в эту же память операционная система осуществляет запись, в результате чего происходит изменение изображения. Эту задачу наиболее эффективно решает так называемое двухпортовое ОЗУ, для которого возможно одновременное считывание данных системой развертки и запись. Двухпортовая память представлена дорогостоящей VRAM и более дешёвой и быстрой WRAM. В системах с двухпортовой памятью увеличение частоты развертки не приводит к снижению производительности видеоадаптера, поэтому в профессиональных моделях, рассчитанных на использование с большими (19 дюймов и более) мониторами, применяется преимущественно такая видеопамять.
Для ускорения доступа к памяти со стороны графического ускорителя (что особенно важно в 3D-акселераторах) используется либо память MDRAM, использующая распараллеливание операций доступа к данным между большим количеством банков памяти, либо синхронная память SGRAM (аналог SDRAM, оптимизированный для задач видеопамяти), либо обычная SDRAM.
MDRAM (англ. Multibank RAM) — тип памяти, разработанный фирмой MoSyS Inc. Память данного типа состоит из множества банков по 32 Кб (позднее число банков возросло). Используется только тот объём памяти, который необходим в данный момент. Хоть производительность от этого особо и не увеличилась, удалось снизить цену.